# Хэссет, Мэрилин
Мэрилин Хэссет (англ. Marilyn Hassett, род. 17 декабря 1947) — американская актриса.
Хэссет получила премию «Золотой глобус» за лучший дебют и номинировалась на «Золотой глобус» за лучшую женскую роль — драма за роль в фильме 1975 года «Другая сторона Горы». В 1978 году она снялась в продолжении картины, а также в семидесятых сыграла в фильмах «Тень ястреба» (1976), «Двухминутное предупреждение» (1976) и «Под стеклянным колпаком» (1979). На съемках фильма «Другая сторона Горы» она начала отношения с режиссёром Ларри Пирсом и снималась в его проектах. На телевидении Хэссет появилась в сериалах «Отель» и «Она написала убийство» и в девяностых практически полностью завершила карьеру на экране.